# Moncel-lès-Lunéville
Moncel-lès-Lunéville è un comune francese di 469 abitanti situato nel dipartimento della Meurthe e Mosella nella regione del Grand Est.

## Società

### Evoluzione demografica
Abitanti censiti